# Kotowice-Kolonia
Kotowice-Kolonia – część wsi Kotowice w Polsce, położona w województwie śląskim, w powiecie myszkowskim, w gminie Żarki.
Dawniej samodzielna wieś i gromada w gminie Włodowice. W latach 1954–1959 należały do gromady Góra Włodowska, po jej zniesieniu w gromadzie Kotowice. W latach 1975–1998 miejscowość administracyjnie należała do województwa częstochowskiego.